# 베스트 바이

1989년부터 2018년 5월 9일까지 사용했던 로고. 캐나다의 경우 2019년 7월 26일까지 사용되었다.

베스트 바이(Best Buy)는 전자제품 및 컴퓨터 관련 제품을 종합적으로 판매하는 미국의 대형 유통업체이다. 1966년에 사운드 오브 뮤직(Sound of Music) 가게를 시초로 1983년에 베스트 바이라는 새로운 이름을 등재하기 시작했다. 베스트 바이의 로고는 1989년에 등록되었다.

## 역사
1966년 8월 22일, 리처드 M. 슐츠와 한 사업가 파트너는 미네소타주 세인트폴에 Hi-Fi 스테레오 전문 전자 상점을 열었다.
1978년, 사운드 오브 뮤직은 미네소타주에 9개점을 개장했다.
1983년, 연간 판매량이 10,000,000 달러에 이르고 7개점이 개장되면서 사운드 오브 뮤직은 베스트 바이 컴퍼니(Best Buy Company, Inc.)라는 이름으로 변경되었다.

## 같이 보기
- 서킷 시티
- 하이마트